# UCDOS

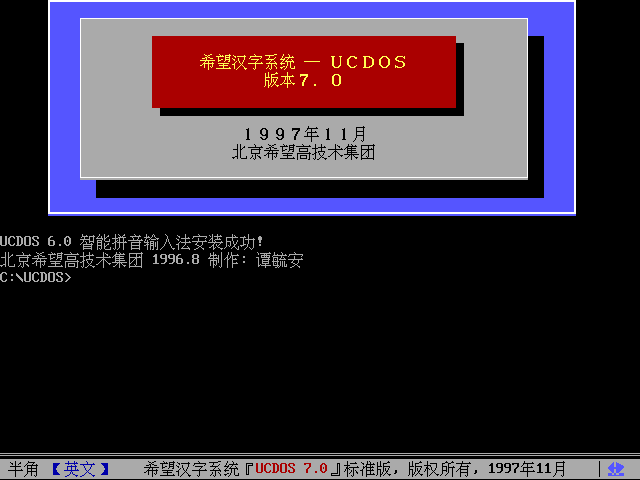
UCDOS 7.0启动画面

（统一汉字磁盘操作系统（又被称为希望汉字系统））是北京希望公司研制的汉字系统（由求伯君创立），运行于DOS环境下，是20世纪80年代到90年代较为流行的中文系统。

## 历史
1987年，北京希望电脑公司推出了希望汉字系统的第一个版本——超级组合式汉字系统UCDOS 1.0。在UCDOS 1.0的基础上，1989年和1992年，希望公司又先后推出了UCDOS 2.0和UCDOS 2.2版。由于这些版本采用对DOS进行汉化的思路设计，汉字系统依赖于具体的DOS版本。
1992年，鲍岳桥发布了DOS中文平台PTDOS 1.0，PT即为汉字“平台”的汉语拼音首字母缩写。1993年PTDOS 2.0发布，由希望公司代销。
在鲍岳桥加入希望公司后，1993年9月，希望公司推出了UCDOS 3.0。
1994年7月UCDOS 3.1发布。1995年7月UCDOS 5.0发布。

## 主要功能
UCDOS有以下主要功能：
1. UCDOS易于安装和卸载，无需重启。键入一行命令即可退出UCDOS，不影响MS-DOS或PCDOS。
2. 有一些字体以供显示与打印。能够据实际需求，打字体库放在指定的区域，便于节省主存，合理分配资源。
3. 支持25行彩色汉字；中文能够与西文使用类似的字符彩色属性。
4. UCDOS能够把显示字库加载到扩展内存中，避免占用主存，并且便于裁减系统，便于大型程序运行。
5. 内置了若干种中文输入法，都支持单字联想功能；并且还可以用窗口提示方式，充分利用屏幕的面积资源的使用。
6. 对24点阵打印机的支持较好，可以品种较多，还支持指定中文显示倍率。
7. 支持控制同时用24点阵汉字中的四种字体来打印。

## 竞争者
同时期的汉字系统还有 CCDOS、SPDOS (金山中文系统)、 2.13 汉字系统和天汇汉字系统。 MS-DOS 后期对中国用户开发了PDOS中文环境，PC-DOS 2000对中文用户开发了PC-DOS 2000中文版。

## 不足
UCDOS 使用GB2312编码，无法做到国际化。